# 唐碧娥
唐碧娥（1960年5月3日—），臺灣政治人物，民主進步黨籍，政治色彩屬於扁系成員，為一邊一國連線成員。曾任國民大會代表及立法委員，2007年於黨內初選敗給同黨時任臺南市議員陳亭妃而結束九年任期；2009年7月獲邀擔任臺南市政府地政處處長並於2010年當選臺南縣市合併升格後第一、二屆議員，2018年連任失利；2022年因時任七連霸中國國民黨議員洪玉鳳詐領助理費遭判刑定讞解職，而回任第三屆議員。2022年宣布放棄競選連任，交棒給立委王定宇服務處副主任林建南。

## 政治主張
- 投票年齡應從20歲降到18歲主張：唐碧娥表示，《中華民國憲法》規定國民年滿20歲有依法選舉之權。相較外國，臺灣限制20歲才有投票權，不符時代潮流。歐美及泰国、菲律宾等，都18歲就有投票權，她主張臺灣應修法，讓投票年齡降為18歲。唐碧娥說，臺灣年滿18歲就須負完全刑事責任，滿16歲可合法工作並繳稅，但要滿20歲才能投票，這對年輕人並不公平；她將串連立委連署修法，推動投票年齡從20歲調降至18歲。[3]

## 選舉紀錄
| 年度 | 選舉屆數               | 選舉區             | 所屬政黨   | 得票數 | 得票率 | 當選標記 | 備註 |
| ---- | ---------------------- | ------------------ | ---------- | ------ | ------ | -------- | ---- |
| 1991 | 第二屆國民大會代表選舉 | 臺南市第一選舉區   | 民主進步黨 | 22,430 | 13.60% |          |      |
| 1996 | 第三屆國民大會代表選舉 | 臺南市第一選舉區   | 民主進步黨 | 29,496 | 15.53% |          |      |
| 1998 | 第四屆立法委員選舉     | 臺南市選舉區       | 民主進步黨 | 30,224 | 10.24% |          |      |
| 2001 | 第五屆立法委員選舉     | 臺南市選舉區       | 民主進步黨 | 36,877 | 11.23% |          |      |
| 2004 | 第六屆立法委員選舉     | 臺南市選舉區       | 民主進步黨 | 51,422 | 16.23% |          |      |
| 2010 | 第一屆臺南市議員選舉   | 臺南市第十一選舉區 | 民主進步黨 | 8,888  | 12.74% |          |      |
| 2014 | 第二屆臺南市議員選舉   | 臺南市第十一選舉區 | 民主進步黨 | 10,436 | 16.38% |          |      |
| 2018 | 第三屆臺南市議員選舉   | 臺南市第八選舉區   | 民主進步黨 | 6,461  | 6.20%  | 遞補當選 |      |

## 外部連結
- 立法院
- 唐碧娥Facebook